# Prosorhochmus albidus
Prosorhochmus albidus är en djurart som tillhör fylumet slemmaskar, och som först beskrevs av Ernest F. Coe 1905.  Prosorhochmus albidus ingår i släktet Prosorhochmus och familjen Prosorhochmidae. Inga underarter finns listade i Catalogue of Life.